# Кругов, Геннадий Иванович
Геннадий Иванович Кругов — советский хозяйственный, государственный и политический деятель, Герой Социалистического Труда.

## Биография
Родился в 1935 году в селе Боголюбовка. Член КПСС.
С 1956 года — на хозяйственной, общественной и политической работе. В 1956—2003 гг. — комбайнер Северной машинно-тракторной станции, тракторист, звеньевой механизированного звена теплично-парникового комбината Омского района Омской области.
Указом Президиума Верховного Совета СССР от 10 февраля 1975 года за выдающиеся успехи, достигнутые во Всесоюзном социалистическом соревновании, и проявленную трудовую доблесть в досрочном выполнении заданий девятой пятилетки и принятых обязательств по увеличению производства и продажи государству продуктов земледелия и животноводства присвоено звание Героя Социалистического Труда с вручением ордена Ленина и золотой медали «Серп и Молот».
Делегат XXVI съезда КПСС.
Живёт в Омске.